# Bolondos dallamok

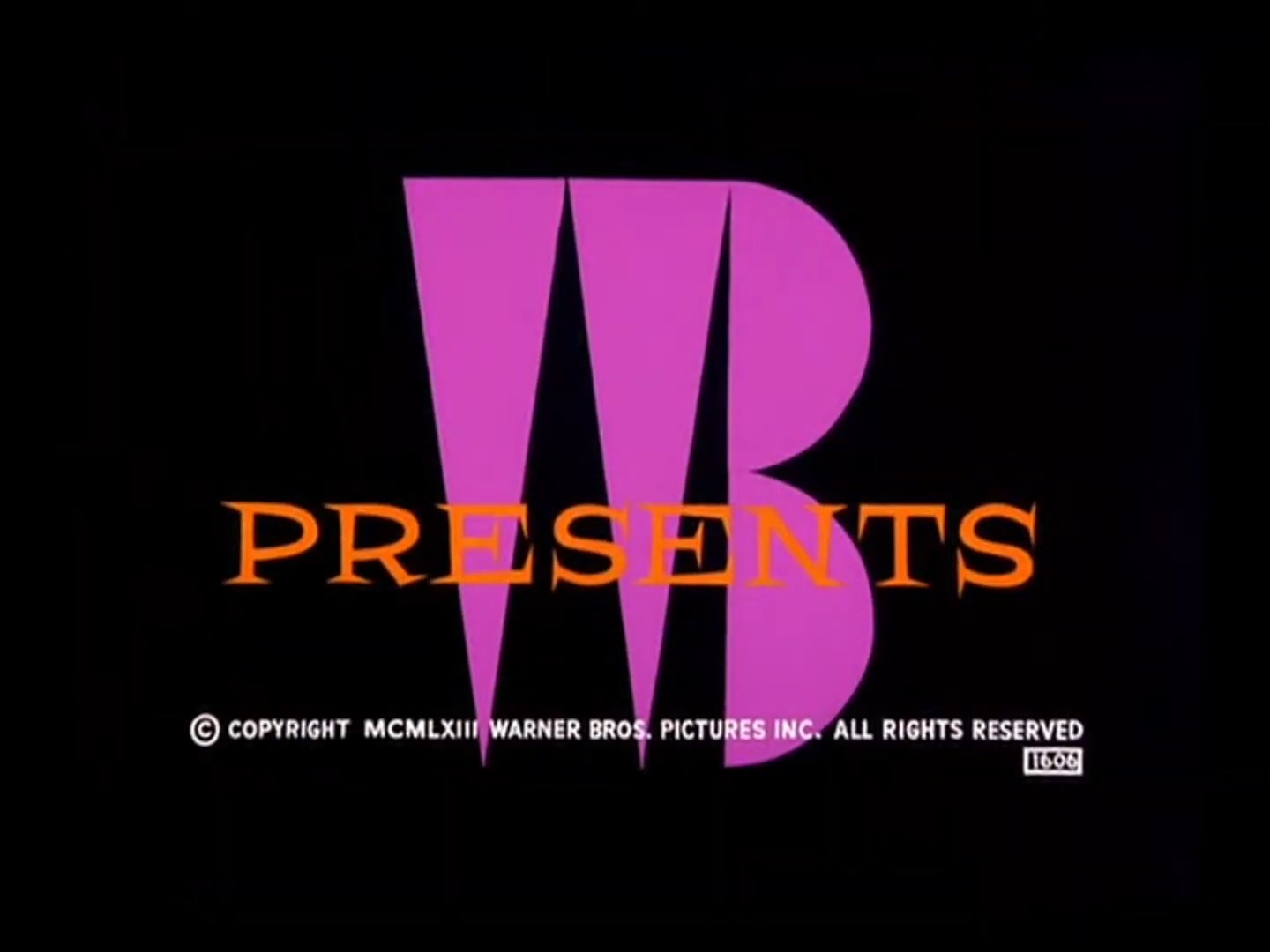
Bolondos dallamok bevezetője 1963–1969

A Bolondos dallamok (eredeti cím: Looney Tunes, illetve Merrie Melodies) 1930 és 1969 között bemutatott amerikai rajzfilmsorozat, amelyet a Warner Bros. készített. Eredetileg mozivászonra készült, és önálló, 7-8 perces rajzfilmekből állt. Először fekete-fehér rövidfilmek készültek. Ezeket a rövidfilmeket általában nem önmagukban, hanem a Warner Bros. aktuális mozifilmjei előtt vetítették. Míg a kezdeti években a Looney Tunes és a Merrie Melodies két különálló sorozat volt (a Looney Tunesban az aktuális "sztár" karakter különböző kalandjait dolgozták fel, míg a Merrie Melodies a Warner Bros. zeneszámaihoz készített animációs rövidfilmekből állt), később azonban egyre inkább kezdtek egymás felé közelíteni, míg 1943 után lényegében eltűnt a különbség.
1944-ig Leon Schlesinger Productions készítette a rajzfilmeket, majd abban az évben eladta a Bolondos dallamok stúdióját a Warner Bros.-nak. 1942 és 1960 között az adatok szerint a Bolondos dallamok volt a legnépszerűbb rajzfilmsorozat a világon.

## Történet
Kezdetben a Bolondos dallamok és a Merrie Melodies a Warner Bros. hatalmas zenei könyvtárát használta fel a rajzfilmjeihez. 1934 és 1943 között a Bolondos dallamok fekete-fehér, míg a Merrie Melodies színes meséket vetített. 1943 után mindkét sorozat színessé vált és a két műsor nagyon hasonló volt.
Az 1930-as években Warner megegyezett Leon Schlesingerrel, hogy ő rendezze meg a rajzfilmeket. Schlesinger felbérelte Rudolph Isinget és Hugh Harmant, akik elkészítették az első mesét. 1930-ban megjelent a Sinkin' in the Bathtub (a Bolondos dallamok első rajzfilmje), melynek főszereplőjét Bosko-nak hívták. 1933-ban egy költségvetési vita miatt Ising és Harman távoztak a Warner Bros.-tól, és azok a rajzfilmek, melyeket ők készítettek többé nem jelenhettek meg (Ising és Harman nem adtak rá engedélyt).
A következő években Bosko fehér, nyájas változata, Buddy lett a Bolondos dallamok csillaga.
1935-ben debütált először a Bolondos dallamok egyik legnagyobb sztárja, Cucu malac (angolul Porky Pig) a Beans the Cat mesében. Cucu Malac után további nagyobb sztárok jelentek meg a képernyőn, mint Dodó Kacsa (angolul Daffy Duck) 1937-ben, majd 1940-ben volt először látható a rajzfilmsorozat legnagyobb csillaga, Tapsi Hapsi (angolul Bugs Bunny). Tapsi Hapsi meséi általában színesek voltak, az első színes rajzfilm a The Hep Cat volt, mely 1942-ben jelent meg. Az utolsó fekete-fehér mesét Frank Tashlin rendezte 1943-ban, melynek címe Puss n' Booty volt. Schlesinger 1944-ben eladta a Bolondos dallamok stúdióját a Warner Bros.-nak.
Az 1950-es években a mesesorozat egyre népszerűbb lett, viszont a Bolondos dallamoknak az 1970-es években nem tett jót, hogy többen a rajzfilmekről azt állították, túl erőszakos, trágár szavak, faji és etnikai megkülönböztetés található benne.
1969-ben vetítették a Bolondos dallamok utolsó meséjét, az Injun Trouble-t.
1988-ban egy pár Bolondos dallamok rajzfilm figura (például Dodó Kacsa, Tapsi Hapsi) megjelent egy Disney produkcióban, a Roger nyúl a pácban c. filmben.
1996-ban a Bolondos dallamok és a Merrie Melodies filmkönyvtára a Time Warnerhez (Cartoon Network) került. Ebben az évben a Nickelodeon és az American Broadcasting Company kénytelen volt kivenni műsorából a Bolondos dallamokat a Time Warner határozata miatt.
2007. október 22-én a Bolondos dallamok elérhetővé vált HDTV verzióban is. Később, 2010-ben a Cartoon Network úgy döntött, a sorozat nagy sikeréből származóan új sorozatot rendel, melynek címe The Looney Tunes Show (fordítva: „A Bolondos dallamok műsora”) lett (elsőként The Rabbit and Duck Show, azaz „A Nyuszi meg a Kacsa műsora” lett volna), amelyben a poénokat modernebb grafikával akarja megjeleníteni a Cartoon Network, mely Tapsi Hapsi és Dodó Kacsa mindennapi életét dolgozza fel, persze a sorozatban megjelennek majd a klasszikus Bolondos dallamok többi karakterei is, mint mellékszereplők. Az amerikai premier 2011. május 3-án volt, Magyarországon 2012. január 5-én Újabb bolondos dallamok címmel. Egy harmadik szinkronos variáció készült hozzá, melyben Tapsi Hapsi hangja Baráth Attila, Dodó kacsáé pedig Gáspár András.

## Magyar hangok
| Szereplő                                              | Magyar hang            | Megjegyzés                                                                   | Leírás                                          |
| ----------------------------------------------------- | ---------------------- | ---------------------------------------------------------------------------- | ----------------------------------------------- |
| Tapsi Hapsi                                           | Harkányi Endre         | 1986–1989                                                                    | A szürke nyuszi.                                |
| Tapsi Hapsi                                           | Harkányi Endre         | Roger nyúl a pácban                                                          | A szürke nyuszi.                                |
| Tapsi Hapsi                                           | Harkányi Endre         | Pöttöm kalandok                                                              | A szürke nyuszi.                                |
| Tapsi Hapsi                                           | Józsa Imre             | 1991                                                                         | A szürke nyuszi.                                |
| Tapsi Hapsi                                           | Bor Zoltán             | 1990–2009                                                                    | A szürke nyuszi.                                |
| Tapsi Hapsi                                           | Barát Attila           | 2011–                                                                        | A szürke nyuszi.                                |
| Dodó kacsa Dinka (Wabbit)                             | Usztics Mátyás         | 1986–1989                                                                    | A fekete kacsa.                                 |
| Dodó kacsa Dinka (Wabbit)                             | Verebély Iván          | Roger nyúl a pácban                                                          | A fekete kacsa.                                 |
| Dodó kacsa Dinka (Wabbit)                             | Kerekes József         | 1991                                                                         | A fekete kacsa.                                 |
| Dodó kacsa Dinka (Wabbit)                             | Perlaki István         | 1990–1997, 2003–2004                                                         | A fekete kacsa.                                 |
| Dodó kacsa Dinka (Wabbit)                             | Balázs Péter           | 1997–2009                                                                    | A fekete kacsa.                                 |
| Dodó kacsa Dinka (Wabbit)                             | Simonyi Balázs         | Bébi bolondos dallamok                                                       | A fekete kacsa.                                 |
| Dodó kacsa Dinka (Wabbit)                             | Gáspár András          | 2011–2016, 2017–                                                             | A fekete kacsa.                                 |
| Dodó kacsa Dinka (Wabbit)                             | Joó Gábor              | 2015–2017                                                                    | A fekete kacsa.                                 |
| Izé Mizéke (1. szo.) Elmer Fudd (2. szo.)             | ?                      | Kengyelfutó gyalogkakukk                                                     | A bőrfejű vadász.                               |
| Izé Mizéke (1. szo.) Elmer Fudd (2. szo.)             | Berzsenyi Zoltán       | Kengyelfutó gyalogkakukk                                                     | A bőrfejű vadász.                               |
| Izé Mizéke (1. szo.) Elmer Fudd (2. szo.)             | Petrik József          | 1986                                                                         | A bőrfejű vadász.                               |
| Izé Mizéke (1. szo.) Elmer Fudd (2. szo.)             | Józsa Imre             | Tapsi Hapsi – A Gyalogkakukk története                                       | A bőrfejű vadász.                               |
| Izé Mizéke (1. szo.) Elmer Fudd (2. szo.)             | Forgács Péter          | Tapsi Hapsi a sport féktelen világában                                       | A bőrfejű vadász.                               |
| Izé Mizéke (1. szo.) Elmer Fudd (2. szo.)             | Csankó Zoltán          | 1990–2013, 2018–                                                             | A bőrfejű vadász.                               |
| Izé Mizéke (1. szo.) Elmer Fudd (2. szo.)             | Borbély László         | Space Jam – Zűr az űrben                                                     | A bőrfejű vadász.                               |
| Izé Mizéke (1. szo.) Elmer Fudd (2. szo.)             | Szokol Péter           | Bébi bolondos dallamok                                                       | A bőrfejű vadász.                               |
| Izé Mizéke (1. szo.) Elmer Fudd (2. szo.)             | Forgács Gábor          | Bolondos dallamok: Nyúlfutam                                                 | A bőrfejű vadász.                               |
| Izé Mizéke (1. szo.) Elmer Fudd (2. szo.)             | Imre István            | 2015–2017                                                                    | A bőrfejű vadász.                               |
| Cucu malac                                            | Szombathy Gyula        | 1986–1989                                                                    | A széles vállú malac.                           |
| Cucu malac                                            | Képessy József         | Tapsi Hapsi – Bűnügyi különkiadás                                            | A széles vállú malac.                           |
| Cucu malac                                            | Bor Zoltán             | Tapsi Hapsi és Dodó kacsa, a két videósztár csatája                          | A széles vállú malac.                           |
| Cucu malac                                            | Csankó Zoltán          | 1990–2009                                                                    | A széles vállú malac.                           |
| Cucu malac                                            | Lippai László          | Space Jam – Zűr az űrben                                                     | A széles vállú malac.                           |
| Cucu malac                                            | Lux Ádám               | Pöttöm kalandok                                                              | A széles vállú malac.                           |
| Cucu malac                                            | Szokol Péter           | Pöttöm kalandok                                                              | A széles vállú malac.                           |
| Cucu malac                                            | Kerekes József         | 2011–                                                                        | A széles vállú malac.                           |
| Csőrike                                               | Földessy Margit        | 1980–1986                                                                    | A sárga kanári fiú.                             |
| Csőrike                                               | Földessy Margit        | Roger nyúl a pácban                                                          | A sárga kanári fiú.                             |
| Csőrike                                               | Fazekas Zsuzsa         | Dodó kacsa, a kacsairtó                                                      | A sárga kanári fiú.                             |
| Csőrike                                               | Bor Zoltán             | Tapsi Hapsi – Az 1001 nyúl meséje                                            | A sárga kanári fiú.                             |
| Csőrike                                               | Kocsis Mariann         | 1993–1994                                                                    | A sárga kanári fiú.                             |
| Csőrike                                               | Radó Denise            | 1997–2009                                                                    | A sárga kanári fiú.                             |
| Csőrike                                               | Kiss Erika             | Tapsi Hapsi a sport féktelen világában                                       | A sárga kanári fiú.                             |
| Csőrike                                               | Kiss Erika             | Space Jam – Zűr az űrben                                                     | A sárga kanári fiú.                             |
| Csőrike                                               | Kiss Erika             | Szilveszter és Csőrike kalandjai                                             | A sárga kanári fiú.                             |
| Csőrike                                               | Kiss Erika             | Bolondos dallamok – Újra bevetésen                                           | A sárga kanári fiú.                             |
| Csőrike                                               | Pupos Tímea            | Kengyelfutó gyalogkakukk                                                     | A sárga kanári fiú.                             |
| Csőrike                                               | Kossuth Gábor          | 2011–2017, 2021–                                                             | A sárga kanári fiú.                             |
| Csőrike                                               | Törtei Tünde           | 2018–2020                                                                    | A sárga kanári fiú.                             |
| Szilveszter                                           | Koroknay Géza          | 1980–1986, 2003–2009                                                         | A fekete macska.                                |
| Szilveszter                                           | Hankó Attila           | 1990–2000                                                                    | A fekete macska.                                |
| Szilveszter                                           | Szabó Máté             | Kengyelfutó gyalogkakukk                                                     | A fekete macska.                                |
| Szilveszter                                           | Pálmai Szabolcs        | Bébi bolondos dallamok                                                       | A fekete macska.                                |
| Szilveszter                                           | Pusztaszeri Kornél     | Újabb bolondos dallamok                                                      | A fekete macska.                                |
| Szilveszter                                           | Pusztaszeri Kornél     | Space Jam: Új kezdet                                                         | A fekete macska.                                |
| Szilveszter                                           | Moser Károly           | 2015–                                                                        | A fekete macska.                                |
| Rissz-Rossz Sam                                       | Székhelyi József       | 1986                                                                         | A nagy vörös szakállú bandita.                  |
| Rissz-Rossz Sam                                       | Csíkos Gábor           | Roger nyúl a pácban                                                          | A nagy vörös szakállú bandita.                  |
| Rissz-Rossz Sam                                       | Tolnai Miklós          | Tapsi Hapsi a sport féktelen világában                                       | A nagy vörös szakállú bandita.                  |
| Rissz-Rossz Sam                                       | Hankó Attila           | 1990–1997                                                                    | A nagy vörös szakállú bandita.                  |
| Rissz-Rossz Sam                                       | Hankó Attila           | Space Jam – Zűr az űrben                                                     | A nagy vörös szakállú bandita.                  |
| Rissz-Rossz Sam                                       | Ujlaki Dénes           | Dodó kacsa filmje – A fantasztikus sziget                                    | A nagy vörös szakállú bandita.                  |
| Rissz-Rossz Sam                                       | Besenczi Árpád         | 2003–2009                                                                    | A nagy vörös szakállú bandita.                  |
| Rissz-Rossz Sam                                       | Bolla Róbert           | Eh, badarság! Egy bolondos karácsony                                         | A nagy vörös szakállú bandita.                  |
| Rissz-Rossz Sam                                       | Schneider Zoltán       | 2011–                                                                        | A nagy vörös szakállú bandita.                  |
| Nagyi                                                 | Győri Ilona            | 1980–1986                                                                    | Az idős hölgy                                   |
| Nagyi                                                 | Kassai Ilona           | 1990–2013, 2018–2020                                                         | Az idős hölgy                                   |
| Nagyi                                                 | Czigány Judit          | Space Jam – Zűr az űrben                                                     | Az idős hölgy                                   |
| Nagyi                                                 | Illyés Mari            | A bolondos, bolondos, bolondos Tapsi Hapsi mozifilm                          | Az idős hölgy                                   |
| Nagyi                                                 | Rátonyi Hajni          | 2015–2017                                                                    | Az idős hölgy                                   |
| Nagyi                                                 | Csizmadia Gabriella    | 2021–                                                                        | Az idős hölgy                                   |
| Nagyi                                                 | Halász Aranka          | Space Jam: Új kezdet                                                         | Az idős hölgy                                   |
| Marvin, a marslakó                                    | Szombathy Gyula        | Tapsi Hapsi – A Gyalogkakukk története                                       | A golyófejű marslakó                            |
| Marvin, a marslakó                                    | Csankó Zoltán          | Tapsi Hapsi – A Gyalogkakukk története                                       | A golyófejű marslakó                            |
| Marvin, a marslakó                                    | Imre István            | HBO                                                                          | A golyófejű marslakó                            |
| Marvin, a marslakó                                    | Stohl András           | Space Jam – Zűr az űrben                                                     | A golyófejű marslakó                            |
| Marvin, a marslakó                                    | Stohl András           | Space Jam: Új kezdet                                                         | A golyófejű marslakó                            |
| Marvin, a marslakó                                    | Király Attila          | 2003–                                                                        | A golyófejű marslakó                            |
| Marvin, a marslakó                                    | Pipó László            | Bébi bolondos dallamok                                                       | A golyófejű marslakó                            |
| Marvin, a marslakó                                    | Bodrogi Attila         | Eh, badarság! Egy bolondos karácsonyTapsi Hapsi és barátai                   | A golyófejű marslakó                            |
| Speedy Gonzales                                       | Maros Gábor            | 1980–1986                                                                    | A világ leggyorsabb egere.                      |
| Speedy Gonzales                                       | Bor Zoltán             | 1992                                                                         | A világ leggyorsabb egere.                      |
| Speedy Gonzales                                       | Botár Endre            | Tapsi Hapsi bolondos karácsonyi meséi                                        | A világ leggyorsabb egere.                      |
| Speedy Gonzales                                       | Kassai Károly          | Dodó kacsa filmje – A fantasztikus sziget                                    | A világ leggyorsabb egere.                      |
| Speedy Gonzales                                       | Lippai László          | 2003–2006                                                                    | A világ leggyorsabb egere.                      |
| Speedy Gonzales                                       | Schnell Ádám           | Speedy Gonzales gyűjteménye                                                  | A világ leggyorsabb egere.                      |
| Speedy Gonzales                                       | Joó Gábor              | Eh, badarság! Egy bolondos karácsonySpace Jam: Új kezdetTapsi Hapsi brigádja | A világ leggyorsabb egere.                      |
| Speedy Gonzales                                       | Markovics Tamás        | Kengyelfutó gyalogkakukk                                                     | A világ leggyorsabb egere.                      |
| Speedy Gonzales                                       | Debreczeny Csaba       | 2011–2016                                                                    | A világ leggyorsabb egere.                      |
| Kotnyeles úr (1. szo.) Bóbita kakas (2. szo.)         | Dózsa László           | Kengyelfutó gyalogkakukk                                                     | A kotnyeles fehér kakas.                        |
| Kotnyeles úr (1. szo.) Bóbita kakas (2. szo.)         | Crespo Rodrigo         | Kengyelfutó gyalogkakukk                                                     | A kotnyeles fehér kakas.                        |
| Kotnyeles úr (1. szo.) Bóbita kakas (2. szo.)         | Gruber Hugó            | 1986, 1997                                                                   | A kotnyeles fehér kakas.                        |
| Kotnyeles úr (1. szo.) Bóbita kakas (2. szo.)         | Sinkovits-Vitay András | Taz-mánia                                                                    | A kotnyeles fehér kakas.                        |
| Kotnyeles úr (1. szo.) Bóbita kakas (2. szo.)         | Hankó Attila           | Dodó kacsa filmje – A fantasztikus sziget                                    | A kotnyeles fehér kakas.                        |
| Kotnyeles úr (1. szo.) Bóbita kakas (2. szo.)         | Ujlaki Dénes           | Bolondos dallamok – Újra bevetésen                                           | A kotnyeles fehér kakas.                        |
| Kotnyeles úr (1. szo.) Bóbita kakas (2. szo.)         | Stern Dániel           | A bolondos, bolondos, bolondos Tapsi Hapsi mozifilm                          | A kotnyeles fehér kakas.                        |
| Kotnyeles úr (1. szo.) Bóbita kakas (2. szo.)         | Kossuth Gábor          | Bébi bolondos dallamok                                                       | A kotnyeles fehér kakas.                        |
| Kotnyeles úr (1. szo.) Bóbita kakas (2. szo.)         | Presits Tamás          | Eh, badarság! Egy bolondos karácsony                                         | A kotnyeles fehér kakas.                        |
| Kotnyeles úr (1. szo.) Bóbita kakas (2. szo.)         | Rosta Sándor           | 2011–2016, 2018–2021, 2022–                                                  | A kotnyeles fehér kakas.                        |
| Kotnyeles úr (1. szo.) Bóbita kakas (2. szo.)         | Gardi Tamás            | 2015–2017                                                                    | A kotnyeles fehér kakas.                        |
| Kotnyeles úr (1. szo.) Bóbita kakas (2. szo.)         | Zöld Csaba             | 2021–2022                                                                    | A kotnyeles fehér kakas.                        |
| Ebadta, a kutya (1. szo.) Barnyard, a kutya (2. szo.) | ?                      | Kengyelfutó gyalogkakukk                                                     | A foltos fehér kutya, Bóbita kakas vetélytársa. |
| Ebadta, a kutya (1. szo.) Barnyard, a kutya (2. szo.) | Varga Rókus            | Kengyelfutó gyalogkakukk                                                     | A foltos fehér kutya, Bóbita kakas vetélytársa. |
| Ebadta, a kutya (1. szo.) Barnyard, a kutya (2. szo.) | Szabó Ottó             | Tapsi Hapsi – Anyák napi különkiadás                                         | A foltos fehér kutya, Bóbita kakas vetélytársa. |
| Ebadta, a kutya (1. szo.) Barnyard, a kutya (2. szo.) | Juhász Jácint          | HBO                                                                          | A foltos fehér kutya, Bóbita kakas vetélytársa. |
| Ebadta, a kutya (1. szo.) Barnyard, a kutya (2. szo.) | Lux Ádám               | Dodó kacsa filmje – A fantasztikus sziget                                    | A foltos fehér kutya, Bóbita kakas vetélytársa. |
| Ebadta, a kutya (1. szo.) Barnyard, a kutya (2. szo.) | Kristóf Tibor          | Space Jam – Zűr az űrben                                                     | A foltos fehér kutya, Bóbita kakas vetélytársa. |
| Ebadta, a kutya (1. szo.) Barnyard, a kutya (2. szo.) | Timon Barnabás         | 2021–2023                                                                    |                                                 |
| Tyúk Ica                                              | Pásztor Erzsi          | 1986                                                                         | A özvegy tyúk, Bóbita kakas hódolója.           |
| Tyúk Ica                                              | Bakó Márta             | Átmenetileg Bóbita kakas szerepelt (1991)                                    | A özvegy tyúk, Bóbita kakas hódolója.           |
| Tyúk Ica                                              | Fazekas Zsuzsa         | Dodó kacsa filmje – A fantasztikus sziget                                    | A özvegy tyúk, Bóbita kakas hódolója.           |
| Tyúk Ica                                              | Szitás Barbara         | Kengyelfutó gyalogkakukk                                                     | A özvegy tyúk, Bóbita kakas hódolója.           |
| Vili, a prérifarkas                                   | Velenczey István       | Tapsi Hapsi – Bűnügyi különkiadás                                            | Az éhező prérifarkas.                           |
| Vili, a prérifarkas                                   | Usztics Mátyás         | Tapsi Hapsi – A Gyalogkakukk története                                       | Az éhező prérifarkas.                           |
| Vili, a prérifarkas                                   | Csankó Zoltán          | Tapsi Hapsi – A Gyalogkakukk története                                       | Az éhező prérifarkas.                           |
| Vili, a prérifarkas                                   | Forgács Gábor          | Tapsi Hapsi – A Gyalogkakukk története                                       | Az éhező prérifarkas.                           |
| Vili, a prérifarkas                                   | Gesztesi Károly        | HBO                                                                          | Az éhező prérifarkas.                           |
| Vili, a prérifarkas                                   | Fekete Zoltán          | Viasat 3                                                                     | Az éhező prérifarkas.                           |
| Vili, a prérifarkas                                   | Galbenisz Tomasz       | 2015–2017                                                                    | Az éhező prérifarkas.                           |
| Vili, a prérifarkas                                   | Sarádi Zsolt           | 2018–2020                                                                    | Az éhező prérifarkas.                           |
| Vili, a prérifarkas                                   | Juhász Zoltán          | Tapsi Hapsi brigádja                                                         | Az éhező prérifarkas.                           |
| Pepe lö pici                                          | Mikó István            | Kengyelfutó gyalogkakukk                                                     | A hölgy szerelmes borz.                         |
| Pepe lö pici                                          | Galbenisz Tomasz       | Kengyelfutó gyalogkakukk                                                     | A hölgy szerelmes borz.                         |
| Pepe lö pici                                          | Sztankay István        | Tapsi Hapsi – Húsvéti különkiadás                                            | A hölgy szerelmes borz.                         |
| Pepe lö pici                                          | Józsa Imre             | Tapsi Hapsi – A Gyalogkakukk története                                       | A hölgy szerelmes borz.                         |
| Pepe lö pici                                          | Bor Zoltán             | 1992                                                                         | A hölgy szerelmes borz.                         |
| Pepe lö pici                                          | Jakab Csaba            | 1993–2006, 2015–2020                                                         | A hölgy szerelmes borz.                         |
| Pepe lö pici                                          | Harsányi Gábor         | Space Jam – Zűr az űrben                                                     | A hölgy szerelmes borz.                         |
| Pepe lö pici                                          | Hajdu István           | Bébi bolondos dallamok                                                       | A hölgy szerelmes borz.                         |
| Pepe lö pici                                          | Kossuth Gábor          | A bolondos, bolondos, bolondos Tapsi Hapsi mozifilm                          | A hölgy szerelmes borz.                         |
| Pepe lö pici                                          | Pipó László            | Eh, badarság! Egy bolondos karácsony                                         | A hölgy szerelmes borz.                         |
| Pepe lö pici                                          | Háda János             | Újabb bolondos dallamok                                                      | A hölgy szerelmes borz.                         |
| Pepe lö pici                                          | Dányi Krisztián        | Bolondos dallamok: Nyúlfutam                                                 | A hölgy szerelmes borz.                         |
| Tasmán ördög (Taz)                                    | Vass Gábor             | Taz-mánia                                                                    | A falánk erszényes ördög.                       |
| Tasmán ördög (Taz)                                    | Vass Gábor             | Új bolondos dallamok                                                         | A falánk erszényes ördög.                       |
| Tasmán ördög (Taz)                                    | Kárpáti Tibor          | Tapsi Hapsi bolondos karácsonyi meséi                                        | A falánk erszényes ördög.                       |
| Tasmán ördög (Taz)                                    | Fekete Zoltán          | Dodó kacsa filmje – A fantasztikus sziget                                    | A falánk erszényes ördög.                       |
| Tasmán ördög (Taz)                                    | Csurka László          | 1997–2003                                                                    | A falánk erszényes ördög.                       |
| Tasmán ördög (Taz)                                    | Háda János             | Bébi bolondos dallamok                                                       | A falánk erszényes ördög.                       |
| Tasmán ördög (Taz)                                    | Gubányi György         | Új bolondos dallamok                                                         | A falánk erszényes ördög.                       |
| Tasmán ördög (Taz)                                    | Kádár-Szabó Bence      | 2021–                                                                        | A falánk erszényes ördög.                       |
| Piszkos Kanaszta                                      | Kránitz Lajos          | HBO                                                                          | Az erős bandita vadnyugaton.                    |
| Piszkos Kanaszta                                      | Kránitz Lajos          | Bolondos Dallamok – Újra bevetésen                                           | Az erős bandita vadnyugaton.                    |
| Piszkos Kanaszta                                      | Kránitz Lajos          | Dodó és Cucu gyűjteménye                                                     | Az erős bandita vadnyugaton.                    |
| Boszi                                                 | Szécsi Vilma           | Tapsi Hapsi – Szellemek napja                                                | A rikácsoló boszorkány.                         |
| Boszi                                                 | Kassai Ilona           | 1990–1992                                                                    | A rikácsoló boszorkány.                         |
| Boszi                                                 | Némedi Mari            | 1993–2006                                                                    | A rikácsoló boszorkány.                         |
| Boszi                                                 | Andresz Kati           | Tapsi Hapsi – Az 1001 nyúl meséje                                            | A rikácsoló boszorkány.                         |
| Boszi                                                 | Bókai Mária            | 2011–                                                                        | A rikácsoló boszorkány.                         |
| Lola nyuszi                                           | Kocsis Judit           | Space Jam – Zűr az űrben                                                     | A sárgás-barnás nyuszilány                      |
| Lola nyuszi                                           | Mezei Kitty            | Bébi bolondos dallamok                                                       | A sárgás-barnás nyuszilány                      |
| Lola nyuszi                                           | Pikali Gerda           | 2011–2016                                                                    | A sárgás-barnás nyuszilány                      |
| Lola nyuszi                                           | Kelemen Kata           | 2015–2020, 2023–                                                             | A sárgás-barnás nyuszilány                      |
| Lola nyuszi                                           | Szabó Zsófia           | Space Jam: Új kezdet                                                         | A sárgás-barnás nyuszilány                      |
| Tina Russo                                            | Németh Borbála         | Újabb bolondos dallamok                                                      | A barnahajú-sárga kacsalány                     |
| Narrátor                                              | Kristóf Tibor          | 1986                                                                         | A bolondos dallamok mesélője                    |
| Narrátor                                              | Csuja Imre             | 1993–1994                                                                    | A bolondos dallamok mesélője                    |
| Narrátor                                              | Simon Mari             | 1993–1994                                                                    | A bolondos dallamok mesélője                    |
| Narrátor                                              | Csík Csaba Krisztián   | 1997                                                                         | A bolondos dallamok mesélője                    |
| Narrátor                                              | Láng Balázs            | 2004–2009                                                                    | A bolondos dallamok mesélője                    |
| Felolvasó                                             | Gálvölgyi János        | 1980–1983                                                                    | a magyar szinkronok felolvasói                  |
| Felolvasó                                             | Kertész Zsuzsa         | 1986                                                                         | a magyar szinkronok felolvasói                  |
| Felolvasó                                             | Bozai József           | 1992–2019                                                                    | a magyar szinkronok felolvasói                  |
| Felolvasó                                             | Kovács M. István       | 2003–2004                                                                    | a magyar szinkronok felolvasói                  |
| Felolvasó                                             | Mohai Gábor            | 2003–2006                                                                    | a magyar szinkronok felolvasói                  |
| Felolvasó                                             | Seder Gábor            | 2006–2009                                                                    | a magyar szinkronok felolvasói                  |
| Felolvasó                                             | Tóth G. Zoltán         | 2009                                                                         | a magyar szinkronok felolvasói                  |
| Felolvasó                                             | Endrédi Máté           | 2015–2020                                                                    | a magyar szinkronok felolvasói                  |
| Felolvasó                                             | Harcsik Róbert         | 2021                                                                         | a magyar szinkronok felolvasói                  |
| Felolvasó                                             | Pál Tamás              | 2021–                                                                        | a magyar szinkronok felolvasói                  |